# ناکاگاوا هیده‌ماسا
ناکاگاوا هیده‌ماسا (به ژاپنی: 中川秀政 Nakagawa Hidemasa)؛ ( ۱۵۶۸ – ۱۵۹۲) یک سامورایی در دوره سنگوکو بود که برای خاندان اودا خدمت می‌کرد. همسر وی تسوروهیمه دختر اودا نوبوناگا بود.